# Giải Sao Thổ cho đạo diễn xuất sắc nhất
Giải Sao Thổ cho đạo diễn xuất sắc nhất (tiếng Anh: Saturn Award for Best Director) là một hạng mục của giải Sao Thổ do Viện Hàn lâm phim khoa học viễn tưởng, kỳ ảo và kinh dị trao tặng hàng năm để vinh danh đạo diễn phim trong các thể loại khoa học viễn tưởng, kinh dị và kỳ ảo trong điện ảnh, truyền hình và giải trí tại gia. Kể từ khi thành lập vào năm 1974, James Cameron giữ kỷ lục nhiều giải nhất với 5 lần chiến thắng (6 đề cử), trong khi Steven Spielberg là đạo diễn có nhiều đề cử nhất (12 lần với 4 lần chiến thắng). Các đạo diễn có số lần giành giải từ hai lần trở lên là Peter Jackson (ba lần), Bryan Singer và Ridley Scott (2 lần).

## Danh sách cụ thể

### Thập niên 2010
| Năm       | Đạo diễn                   | Tựa phim                                 | Chú thích |
| --------- | -------------------------- | ---------------------------------------- | --------- |
| 2016 (43) | Gareth Edwards             | Rogue One: Star Wars ngoại truyện        | [ 1 ]     |
| 2016 (43) | Scott Derrickson           | Doctor Strange: Phù thủy tối thượng      | [ 1 ]     |
| 2016 (43) | Jon Favreau                | Cậu bé rừng xanh                         | [ 1 ]     |
| 2016 (43) | Joe Russo và Anthony Russo | Captain America: Nội chiến siêu anh hùng | [ 1 ]     |
| 2016 (43) | Bryan Singer               | X-Men: Cuộc chiến chống Apocalypse       | [ 1 ]     |
| 2016 (43) | Steven Spielberg           | Chuyện chưa kể ở xứ sở khổng lồ          | [ 1 ]     |
| 2016 (43) | Denis Villeneuve           | Cuộc đổ bộ bí ẩn ‡                       | [ 1 ]     |
| 2017 (44) | Ryan Coogler               | Black Panther: Chiến binh Báo Đen        | [ 2 ]     |
| 2017 (44) | Guillermo del Toro         | Người đẹp và thủy quái †                 | [ 2 ]     |
| 2017 (44) | Patty Jenkins              | Wonder Woman: Nữ thần chiến binh         | [ 2 ]     |
| 2017 (44) | Rian Johnson               | Star Wars: Jedi cuối cùng                | [ 2 ]     |
| 2017 (44) | Jordan Peele               | Trốn thoát ‡                             | [ 2 ]     |
| 2017 (44) | Matt Reeves                | Đại chiến hành tinh khỉ                  | [ 2 ]     |
| 2017 (44) | Denis Villeneuve           | Tội phạm nhân bản 2049                   | [ 2 ]     |

## Thống kê

### Nhiều đề cử
12 đề cử
- Steven Spielberg

8 đề cử
- Bryan Singer

7 đề cử
- Peter Jackson
- Robert Zemeckis

6 đề cử
- James Cameron

5 đề cử
- J. J. Abrams
- Tim Burton
- Christopher Nolan

4 đề cử
- Guillermo del Toro
- George Lucas
- Sam Raimi
- Ridley Scott
- Paul Verhoeven

3 đề cử
- John Badham
- Kathryn Bigelow
- Alfonso Cuarón
- Joe Dante
- William Dear
- Clint Eastwood
- David Fincher
- Terry Gilliam
- Ron Howard
- George Miller
- Matt Reeves
- Quentin Tarantino
- David Yates

2 đề cử
- Woody Allen
- Chris Columbus
- David Cronenberg
- Frank Darabont
- Roland Emmerich
- Jon Favreau
- William Friedkin
- Rian Johnson
- Randal Kleiser
- Ang Lee
- Frank Marshall
- Nicholas Meyer
- Leonard Nimoy
- Alex Proyas
- Anthony Russo và Joe Russo
- Martin Scorsese
- Zack Snyder
- Denis Villeneuve
- Peter Weir
- John Woo

### Nhiều chiến thắng
5 giải
- James Cameron

4 giải
- Steven Spielberg

3 giải
- Peter Jackson

2 giải
- Ridley Scott
- Bryan Singer